# Ropalopus ungaricus
Ropalopus ungaricus là một loài bọ cánh cứng trong họ Cerambycidae.